# 李华德

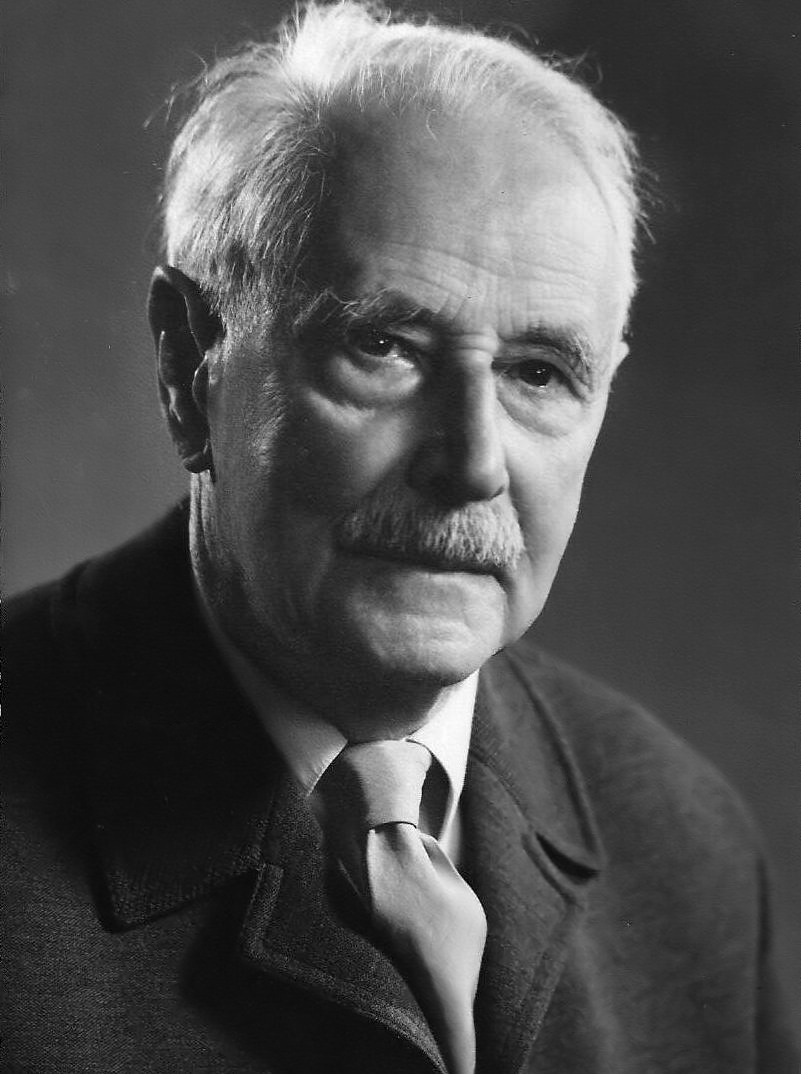
right摄于1968年

李华德（德語：Walter Liebenthal，1886年6月12日—1982年11月15日），德国犹太裔汉学家、印度学家、佛学家。

## 生平
李华德早年曾作为志愿兵参加过第一次世界大战，官至少尉，获二级铁十字勋章、巴伐利亚功勋章、前线战士十字勋章。1933年，获得波兰布莱斯劳大学博士学位。同年前往中国，在哈佛燕京学社下属的中印研究院担任助理研究员。此后，还曾在辅仁大学、燕京大学、北京大学、同济大学等校任教。1940年代末，受印度学者师觉月之邀前往印度国际大学任职。后回到德国，1982年去世。